# سیارک ۱۸۹۳۹۶
سیارک ۱۸۹۳۹۶ (به انگلیسی: 189396 Sielewicz، نامگذاری:2008JB6) صد و هشتاد و نه هزار و سیصد و نود و ششمین سیارک کشف شده‌است که در ۲ مه ۲۰۰۸ کشف شد.